# Península Minahassa

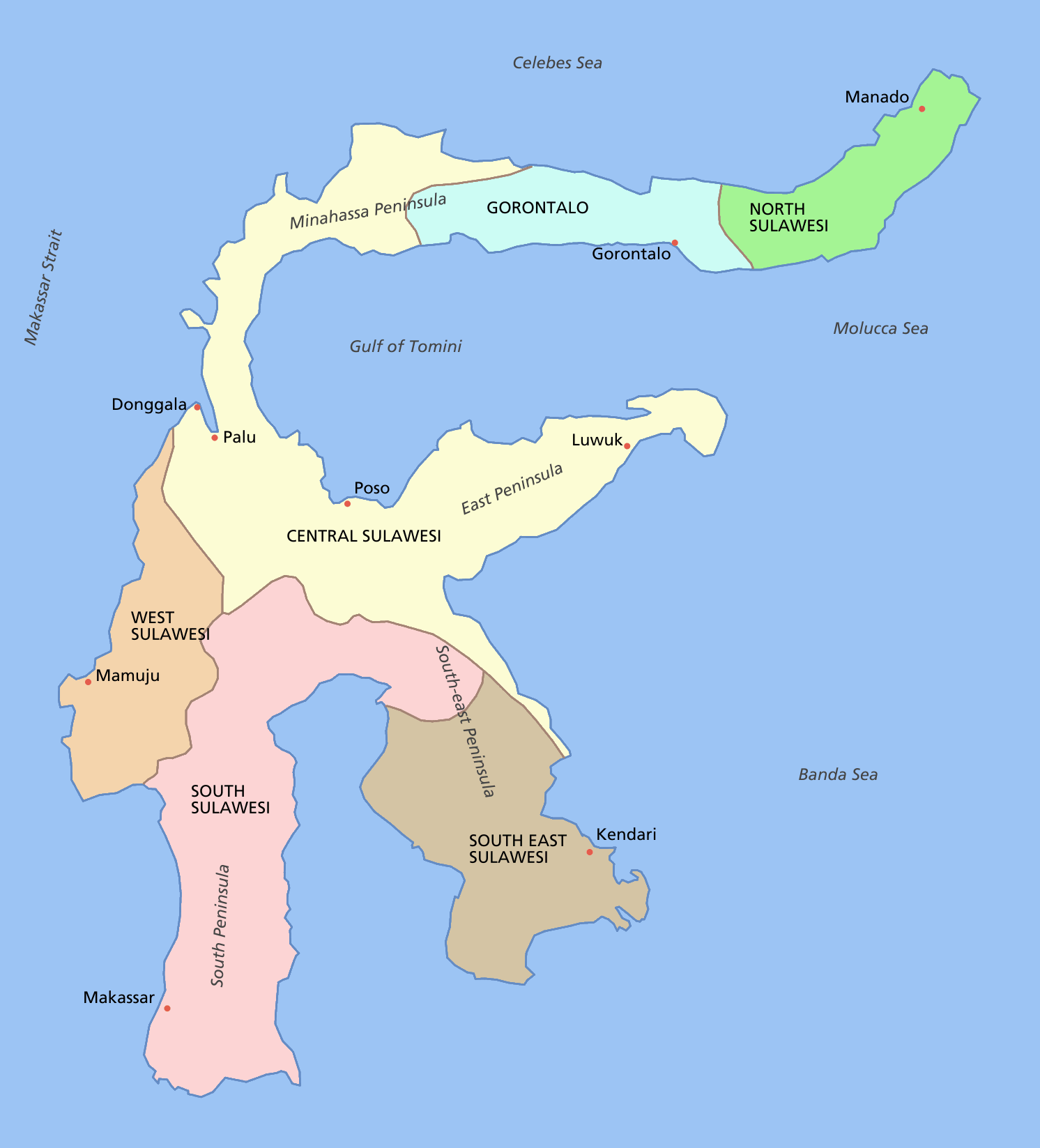
A Península Minahassa é a longa península no norte de Celebes

A Península Minahassa (em indonésio:  Semenanjung Minahassa) é uma das quatro principais penínsulas na ilha de Celebes, que se estende a norte da parte central da ilha, curva para leste e forma a fronteira norte do Golfo de Tomini.